# Fachgeschäft

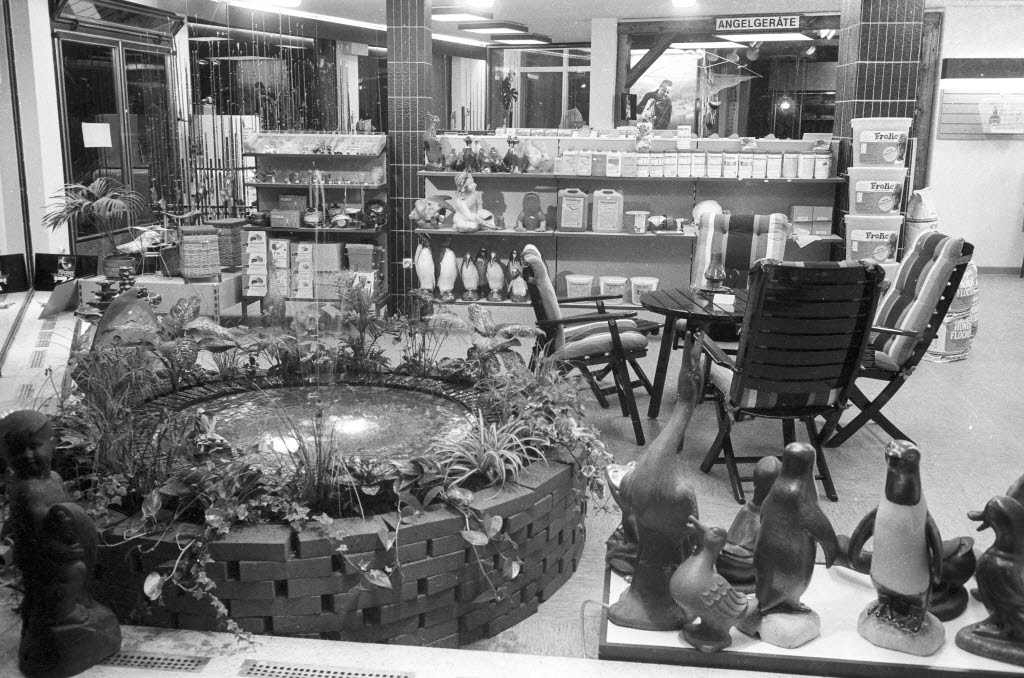
Angebote eines Fachgeschäfts für Garten-, Zoo- und Angelbedarf (1974)

Ein Fachgeschäft ist eine Unterkategorie des Handelsformats Fachhandel, das ein breit und tief gegliedertes Sortiment einer Branche aufweist.

## Allgemeines
Fachgeschäfte sind im Vergleich zu Fachmärkten kleinflächiger im Hinblick auf die Verkaufsfläche. Ein inhabergeführter ortsansässiger Elektrohandel stellt beispielsweise ein Elektrofachgeschäft dar. Wegen der geringen Verkaufsflächen ist das Sortiment hinter und/oder vor der Ladentheke platziert, so dass es meist keine Kontaktstrecken gibt. 

## Traditionsfachgeschäfte
Traditionsfachgeschäfte bestehen oft seit einigen Jahrzehnten; manche können auf eine mehr als 200-jährige Geschichte zurückblicken. Bekannte Traditionsfachgeschäfte sind oft in den Innenstädten großer Städte ansässig. Seit Beginn des 21. Jahrhunderts mussten jedoch immer mehr, selbst alteingesessene Fachgeschäfte ihren Geschäftsbetrieb aufgeben und schließen. Sie werden meistens durch umsatzstarke Filialunternehmen (Ladenketten) verdrängt, die die hohen Geschäftsraummieten erwirtschaften können, aber auch durch großflächige Einzelhandelsbetriebe, Ramschläden und den Onlinehandel, die umfangreiche Nebensortimente als Umsatzbringer anbieten.